# Ussana
Ussana (en sard, Ùssana) és un municipi italià, dins de la província de Sardenya del Sud. L'any 2007 tenia 3.763 habitants. Es troba a la regió de Parteòlla. Limita amb els municipis de Donori, Monastir, Nuraminis, Samatzai i Serdiana.

## Administració
| Període | Identitat      | Partit        |
| ------- | -------------- | ------------- |
| 2006-   | Emidio Contini | Llista cívica |